# Kristina Persson (arquera)
Erika Kristina Persson-Nordlander (Sundsvall, 12 de mayo de 1969) es una deportista sueca que compitió en tiro con arco, en la modalidad de arco recurvo. Su esposo, Mats Nordlander, compitió en el mismo deporte.
Ganó una medalla de plata en el Campeonato Europeo de Tiro con Arco al Aire Libre de 1992, en la prueba de equipo. Participó en tres Juegos Olímpicos de Verano, ocupando el quinto lugar en Barcelona 1992, el séptimo en Atlanta 1996 y el décimo en Sídney 2000, en la prueba de equipo.

## Palmarés internacional
| Campeonato Europeo al Aire Libre | Campeonato Europeo al Aire Libre | Campeonato Europeo al Aire Libre | Campeonato Europeo al Aire Libre |
| Año                              | Lugar                            | Medalla                          | Prueba                           |
| -------------------------------- | -------------------------------- | -------------------------------- | -------------------------------- |
| 1992                             | La Valeta (Malta)                | Medalla de plata                 | Equipo                           |